# Faßberg
Faßberg község Németországban, Alsó-Szászországban, a Cellei járásban. Lakosainak száma 6172 fő (2023. december 31.).

## Történelme
Az egyik legrégebbi bizonyíték a településről a régióban talált lovas sír Hankenbostelben, a 2. századból való hamvasztásos sír,  Fassbergtől mintegy 1 km-re délkeletre található.
Fassberget eredetileg 1930 közepén az itt épült légi bázissal kapcsolatban említették. A "német pilóta Iskola Kunzei Tanszéke használta Fassberg repülőterét".
A mai Faßberg település 1977 január 1-jén  jött létre Alsó-Szászországban, Müden területén.

## Látnivalók
- A település történelmi központja
- A berlini légihíd emlékműve (C-47 (Fassberg Flyer) amerikai légierő)
- Szent Mihály-templom  – 1938-ban épült
- Szent Lőrinc-templom Müden
- Felicitas Rose egykori otthona
- Természetvédelmi terület Kiehnmoor, Schmarbeck
- Történelmi vízimalom Müden (Office, könyvtár, díszterem)

## Galéria

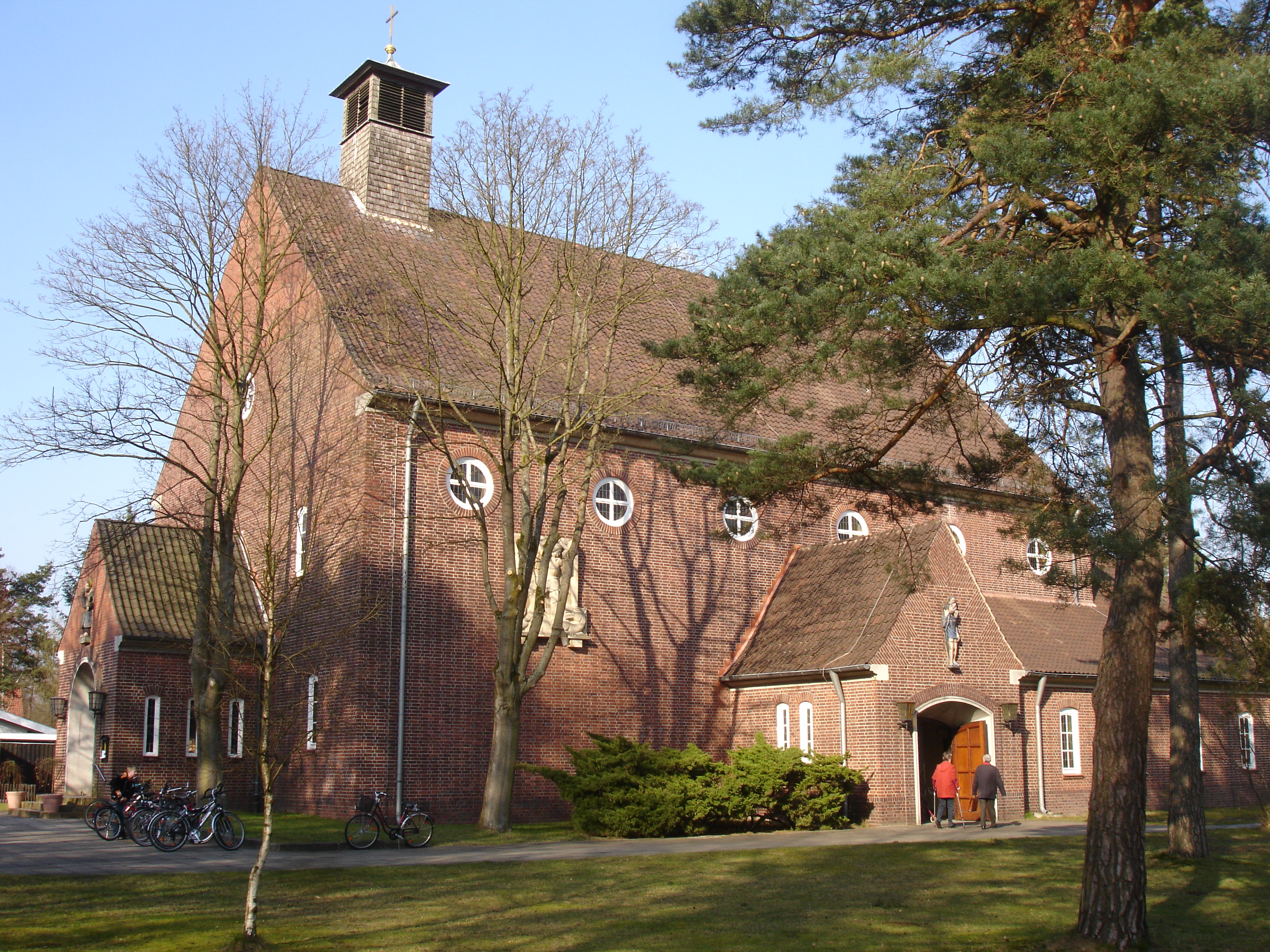
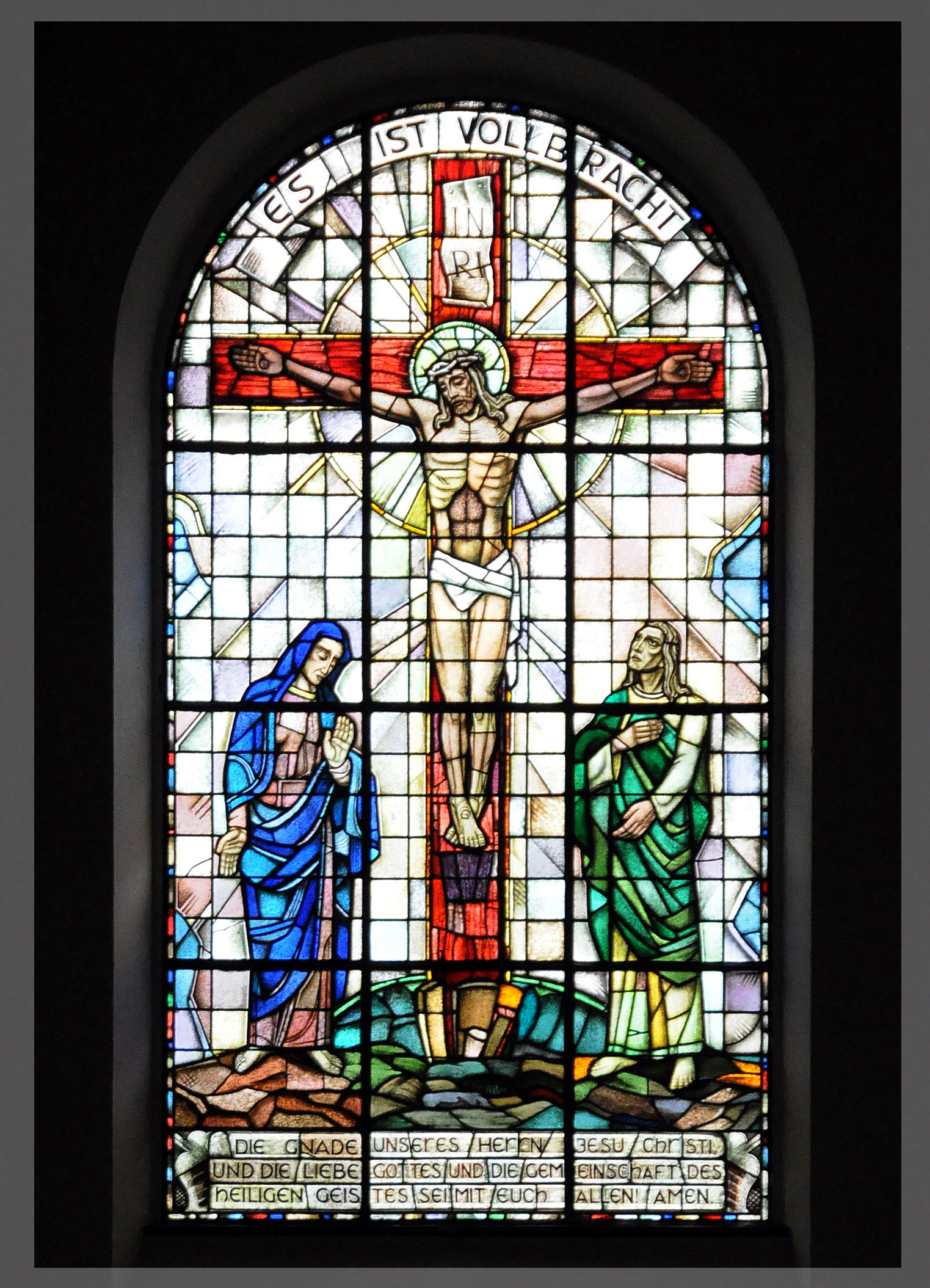
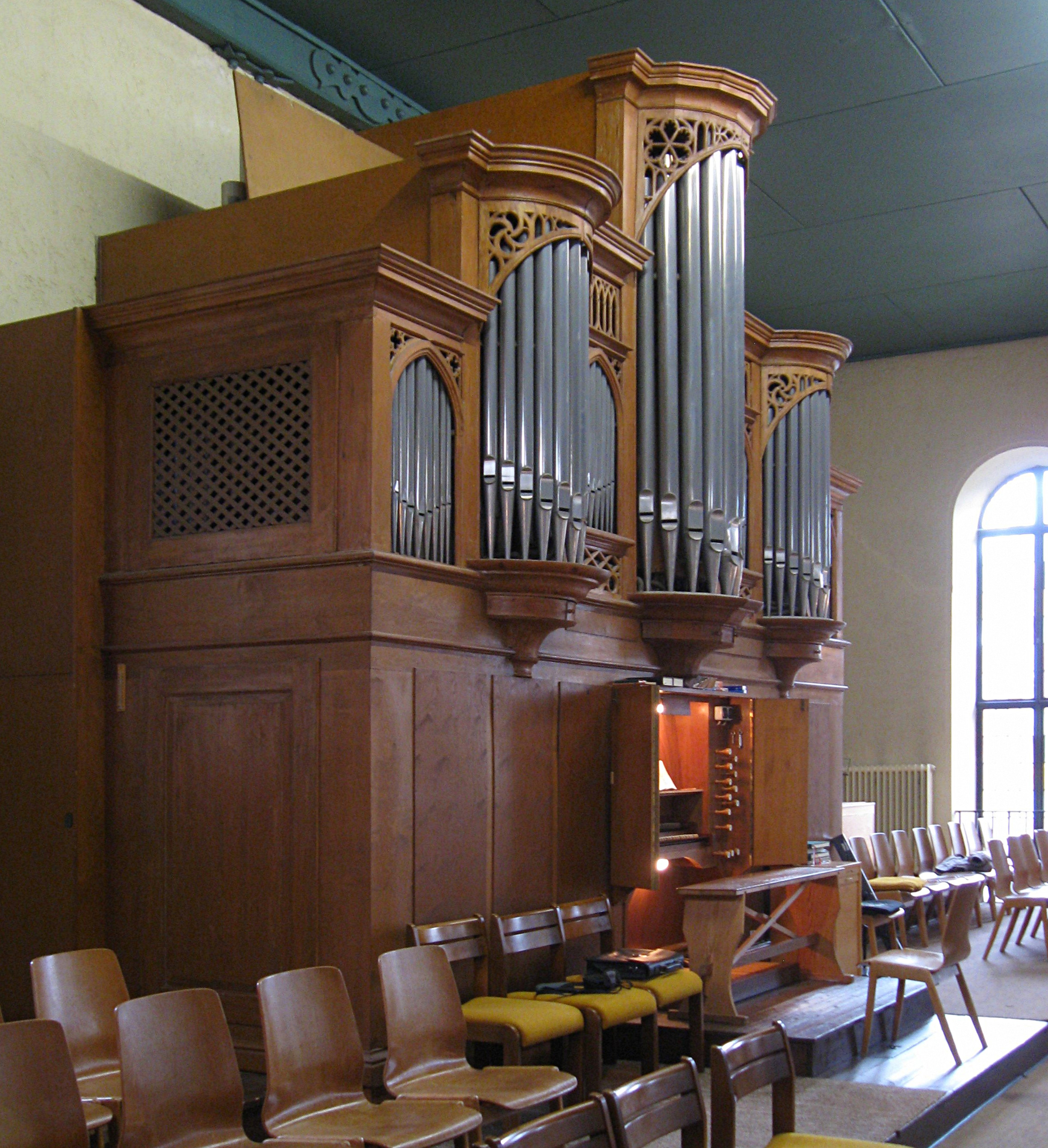
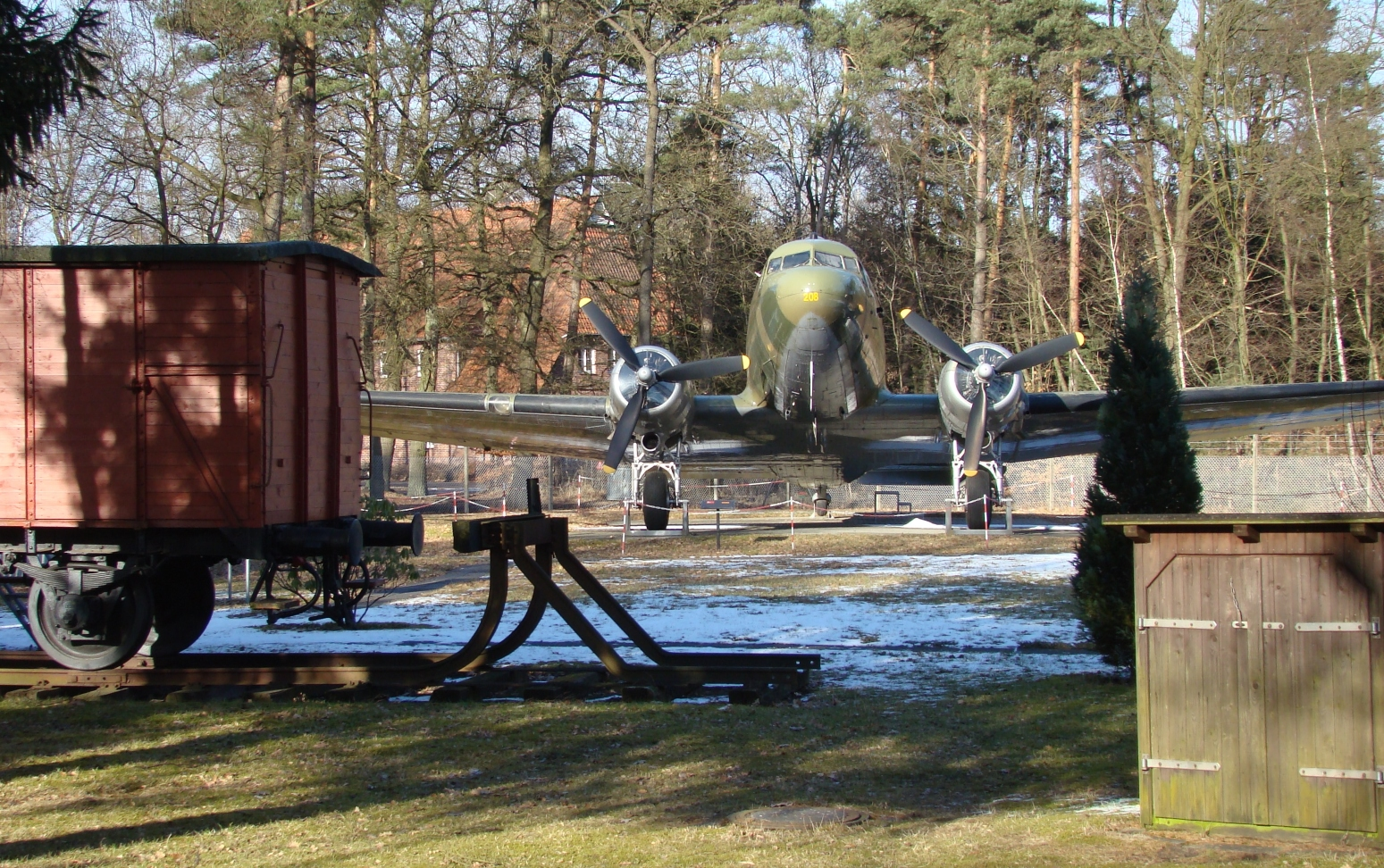
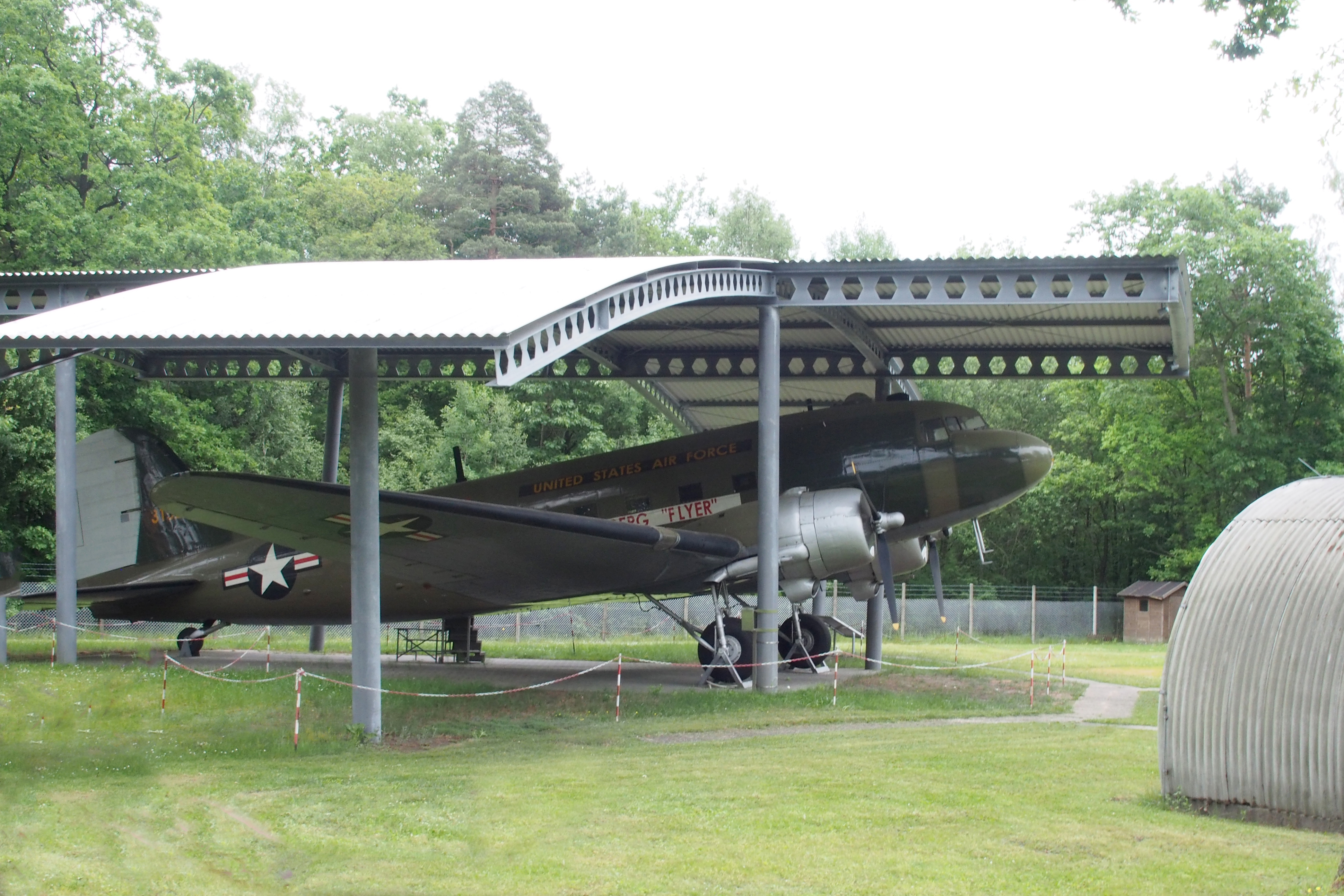
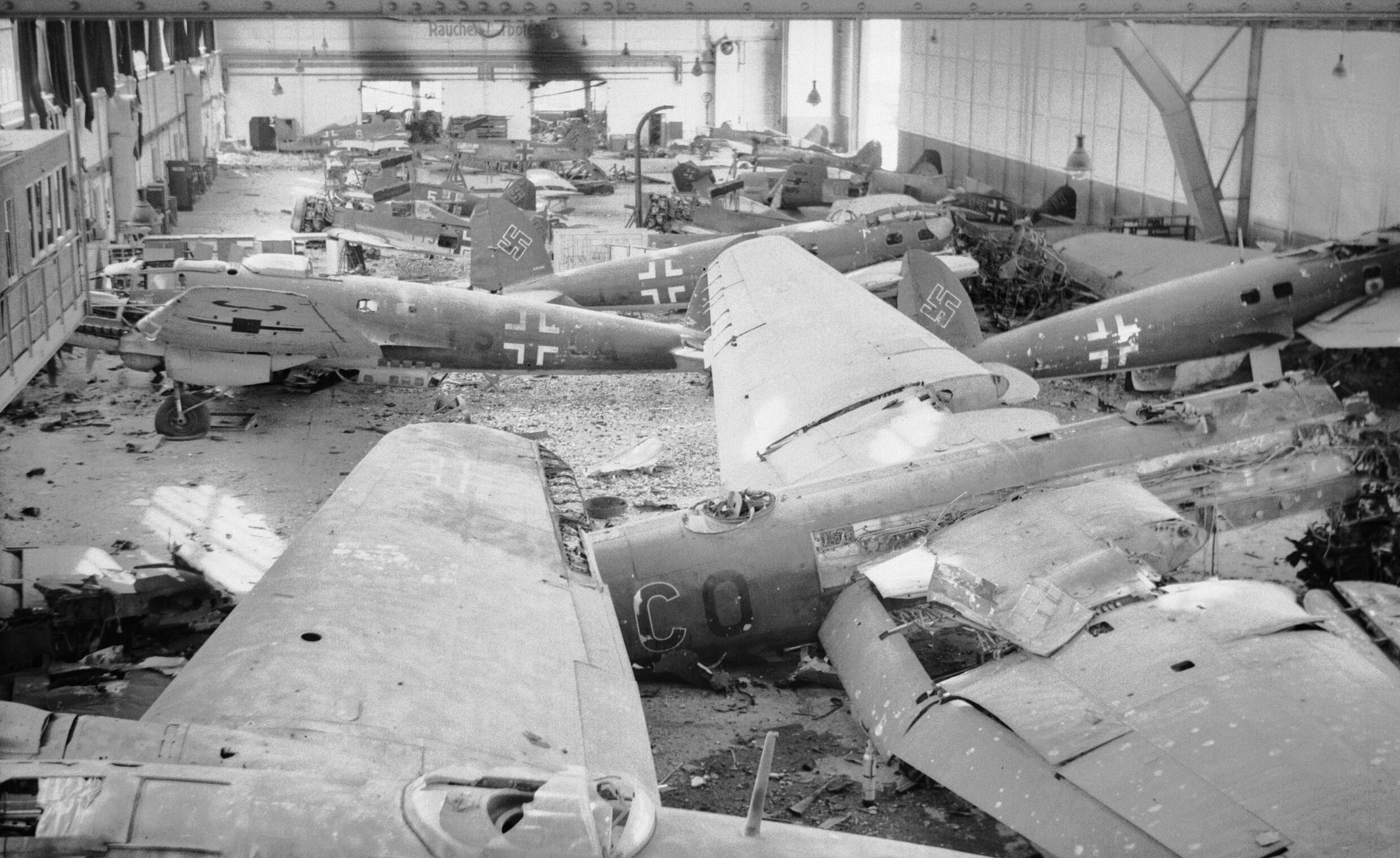
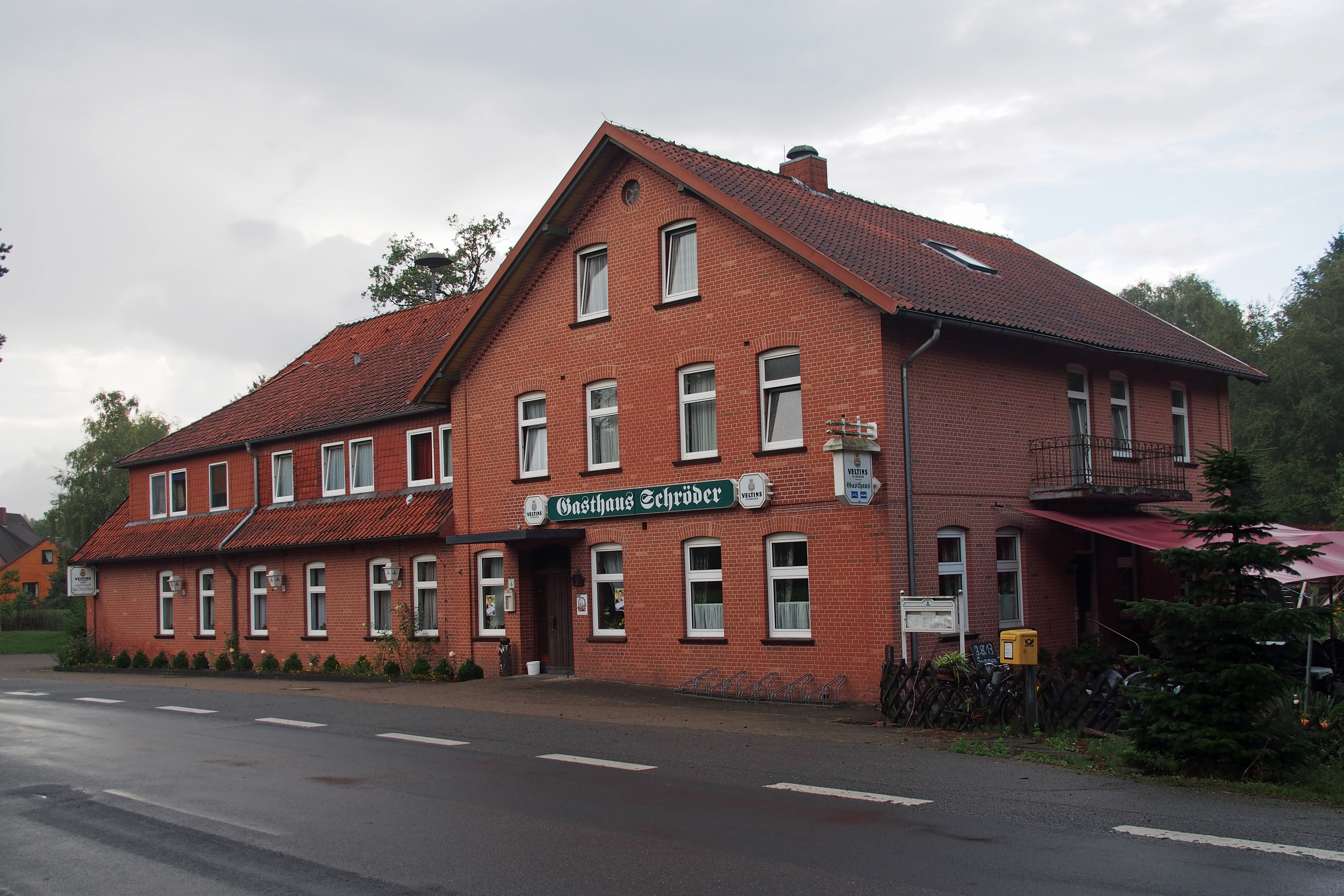
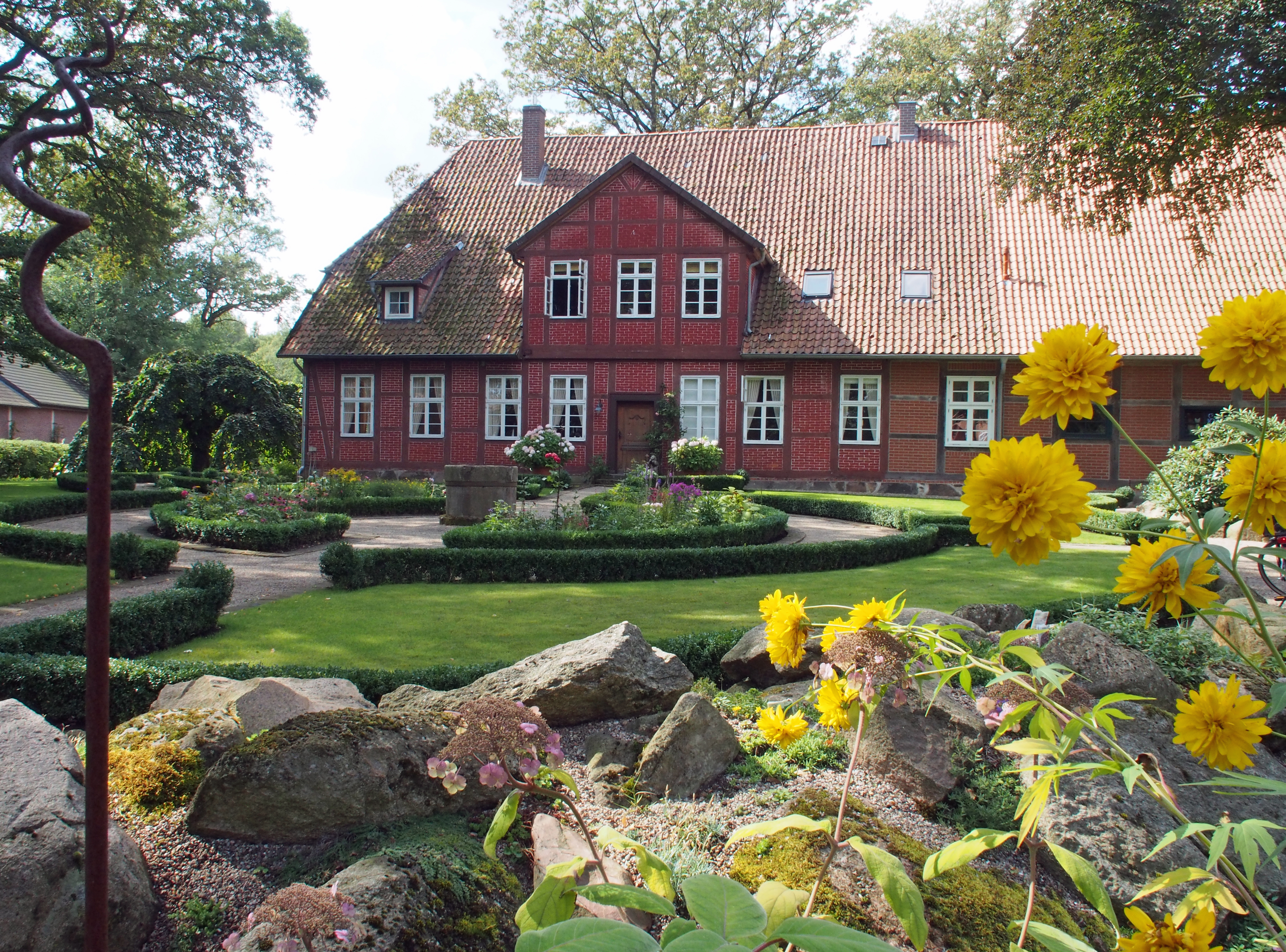
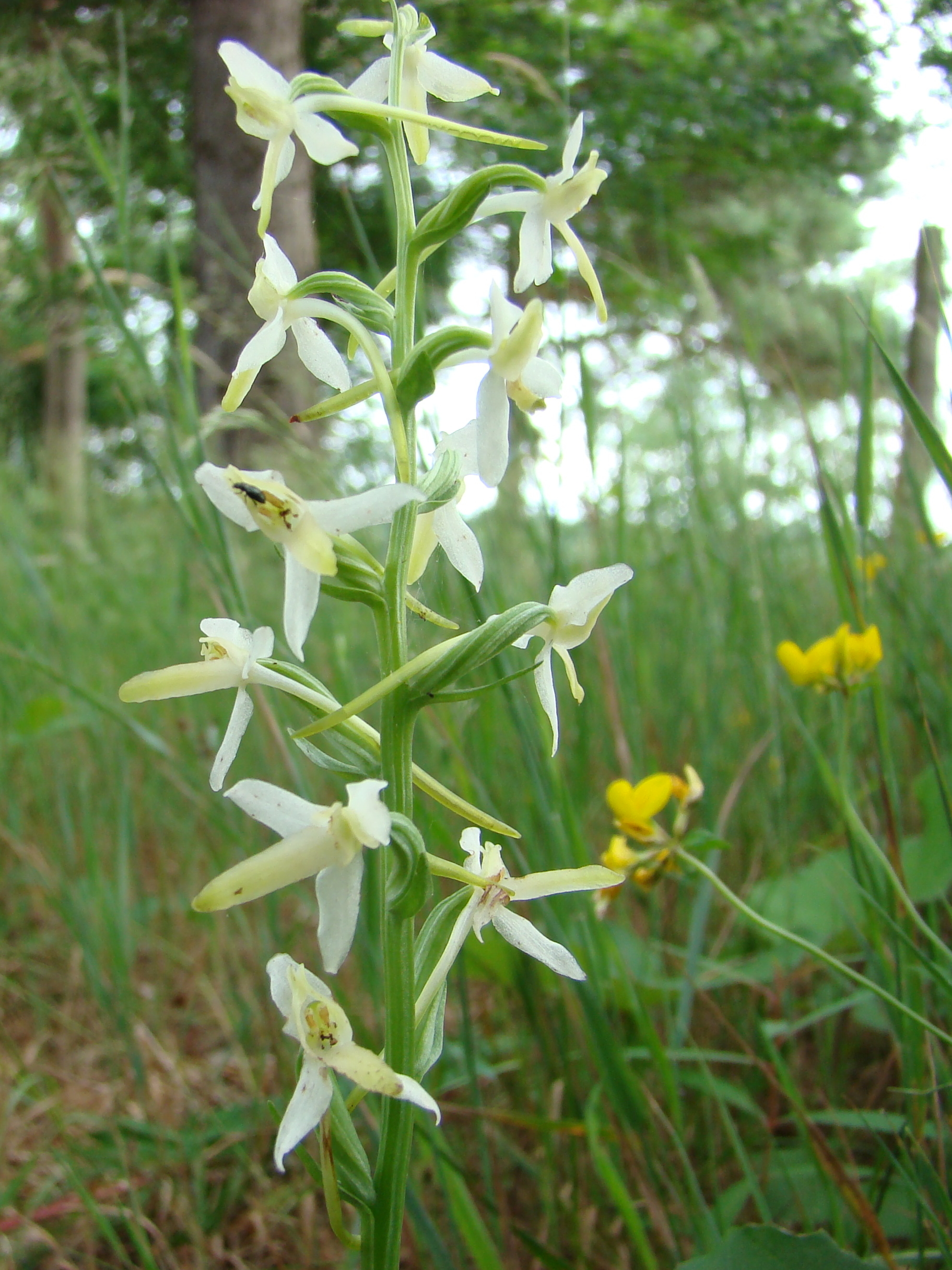
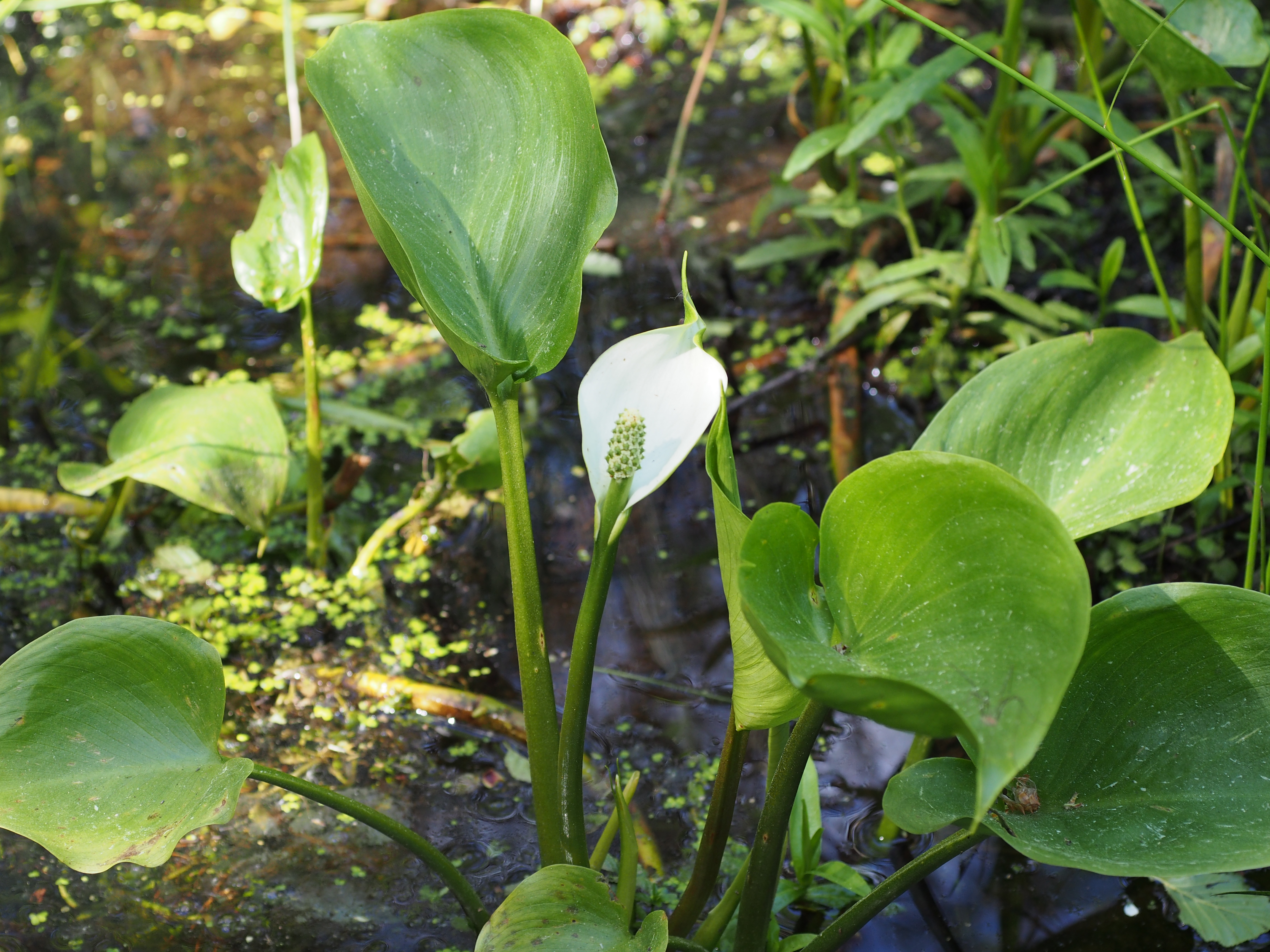